# Бідьовка Володимир Анатолійович
Володимир Анатолійович Бідьовка (нар. 7 березня 1981) — колишній український проросійський політик, терорист, український колаборант з Росією. Голова «народної ради» терористичного угруповання ДНР з 19 листопада 2018 року. 
Нардеп України VII скликання від КПУ (2012 — 2014). З листопада 2014 року — в так званому «парламенті ДНР», а після «виборів 2018 року» очолив його.

## Діяльність
Народився у місті Макіївці Донецької області, має вищу освіту.
Довгий час перебував у Компартії України (її діяльність заборонена в Україні з 16 грудня 2015 року). У березні 2006 — кандидат у нардепи від КПУ, № 246 у списку. На час виборів: помічник-консультант народного депутата.
2010—2012 — депутат Донецької обласної ради від КПУ, секретар Донецького обкому партії і головний редактор газети «Коммунист Донбасса».
У травні 2012 року не підтримував введення смертної кари для вбивць Оксани Макар, попри те, що це суперечило політиці Комуністичної партії України. 
2012— 2014 роках — Народний депутат України VII скликання від КПУ, № 18 у списку. На час виборів: 2-й секретар Донецького обласного комітету КПУ. У парламенті входив до фракції КПУ (12.2012-07.2014), був членом Комітету з питань промислової та інвестиційної політики (з грудня 2012).
2013 — координатор від КПУ акцій протесту проти видобутку сланцевого газу в Донецькій області.
На парламентських виборах 2014 року висувався від Компартії до Верховної Ради України, але політсила в парламент не пройшла. Після цього зник на підконтрольній «ДНР» території і 2 листопада 2014 року обраний до «народної ради» ДНР.
2018 року Бідьовка знову був «переобраний» до «парламенту ДНР» від так званої фракції «Донецька республіка».

## Санкції
Володимир Бідьовка підтримує дії та політику, які підривають територіальну цілісність, суверенітет та незалежність України та ще більше дестабілізують Україну.
З 19 листопада став головою сепаратистської «народної ради» другого скликання при угрупованні «ДНР», за його кандидатуру проголосували 98 «депутатів» зі 100, через що він потрапив до санкційного списку Європейського Союзу.

## Кримінальне переслідування
У вересні 2022 року СБУ повідомила про підозру щодо Володимира Бідьовки в скоєнні кримінального злочину за ч. 2 ст. 28 і ч. 5 ст. 111-1 ККУ(колабораційна діяльність), через проведення «референдуму про приєднання до РФ».